# 托马什·昆德拉特克
托马什·昆德拉特克（捷克語：Tomáš Kundrátek，1989年12月26日—），捷克男子冰球运动员。他曾代表捷克参加2018年和2022年冬季奥林匹克运动会冰球比赛，分别获得第四名和第九名。